# 그단스크항

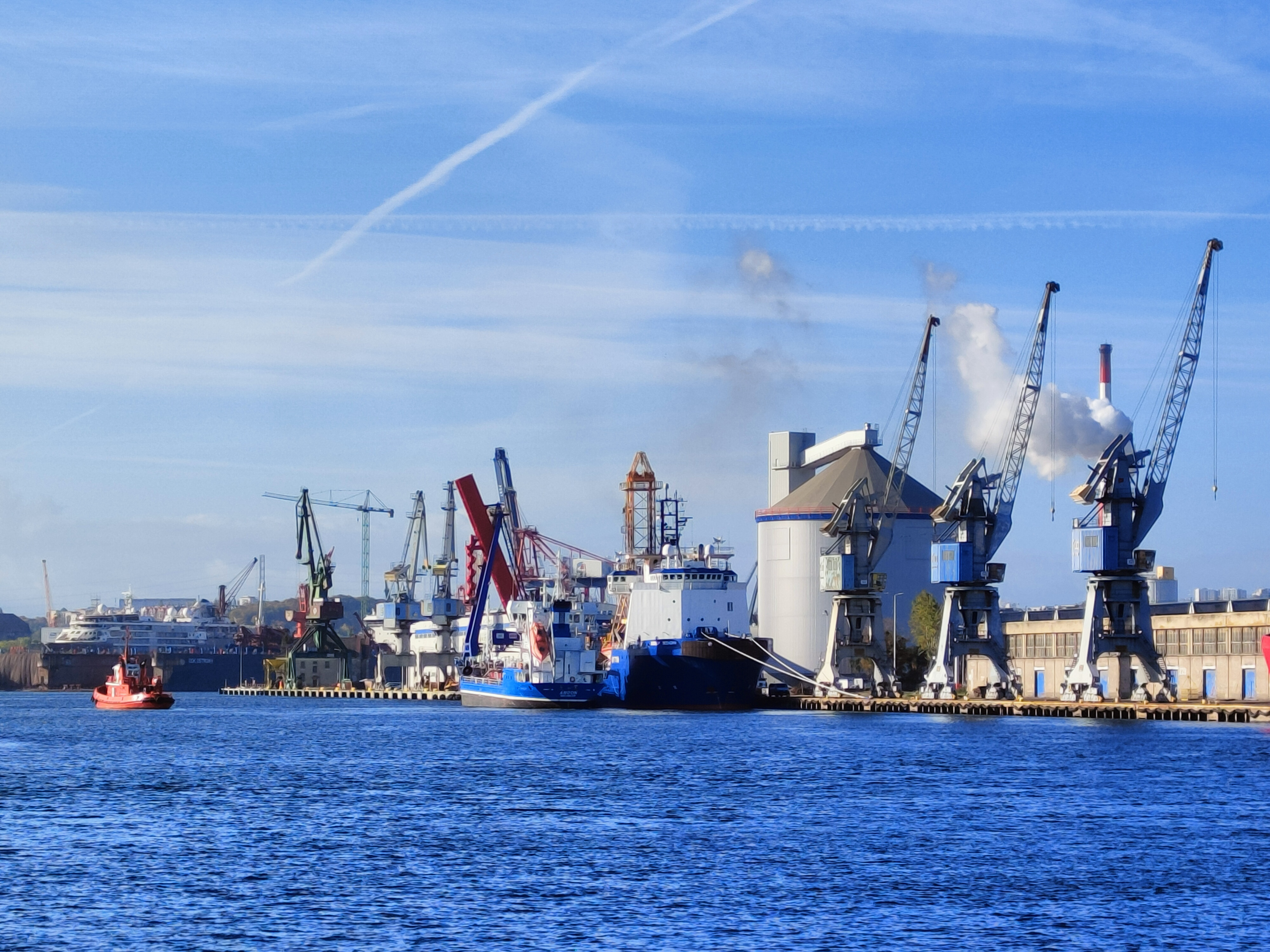
그단스크항

그단스크항(폴란드어: Port morski Gdańsk)은 폴란드 포모제주 그단스크에 있는 항구다. 그단스크만 남부 해안에 위치하고 있으며, 비스와강 하구 마르트바비스와강 등을 따라 뻗어 있다. 발트해 최대 규모의 항구 중 하나다.
그단스크항은 내항과 외항의 두 부분으로 나뉜다.

## 내항
- 그단스크 항구 화물 물류 SA
- 그단스크 컨테이너 터미널
- 페리 터미널
  - 폴페리
  - 베스테르플라테
- 인산염 터미널
- 액체 및 유황 터미널
- 항만자유구역의 과일 취급 터미널

## 외항
발트해로 입항하는 최대 30만 톤(DWT)의 적재량과 최대 흘수 15m의 대형 선박이 이 곳에서 운항될 수 있다.
- 발틱 허브 컨테이너 터미널
- 석탄 터미널
- 나프토포트 - 원유, 난방유, 연료 터미널
- LPG 터미널